# Marvin E. Wolfgang
Marvin Eugene Wolfgang (* 14. November 1924 in Millersburg, Dauphin County, Pennsylvania; † 12. April 1998 in Philadelphia) war ein US-amerikanischer Kriminologe und Soziologe.

## Werdegang
Wolfgang war Soldat im Zweiten Weltkrieg und nahm an der US-Invasion in Sizilien teil. Nach dem Krieg studierte er an der University of Pennsylvania, sein wichtigster Lehrer war Thorsten Sellin. Wolfgang erwarb die akademischen Titel M.A. (1950) und Ph.D. (1955). Bis zu seinem Tod im Jahr 1998 lehrte er als Professor für Kriminologie an der University of Pennsylvania.
Er galt als einer der wichtigsten Kriminologen im englischsprachigen Raum. Besonders bekannt wurden seine Kohortenstudien, seine Untersuchung der Täter-Opfer-Interaktion und seine Forschungen zur Gewaltkriminalität.
Wolfgang erhielt verschiedene Auszeichnungen, unter anderem war er auch Träger der Beccaria-Medaille. 1967 amtierte er als Präsident der American Society of Criminology. Von 1972 bis 1998 war er Präsident der American Academy of Political and Social Science. Er war seit 1975 Mitglied der American Philosophical Society und seit 1976 der American Academy of Arts and Sciences.

## Subkultur der Gewalt
Gemeinsam mit dem italienischen Psychiater Franco Feracutti erarbeitete Wolfgang einen integrativen Theorieansatz zur Subkultur der Gewalt, in dem sie Gewaltkriminalität auf die Existenz von Werte- und Normensystem zurückführen.
Unter Rückgriff auf das Kulturkonzept von Edward Shils gehen Wolfgang und Feracutti davon aus, dass es einen Unterschied zwischen der Gesamtheit von Wertsystemen in einer Gesellschaft und einem zentralen Wertesystem gibt. Nicht alle Werte und Normen haben danach denselben Status, in Subkulturen werden einige der zentralen Werte akzeptiert, andere kaum beachtet, weitere abgelehnt, woraus Gegenkonstruktionen entstehen. In der Subkultur der Gewalt kommt so der psychischen Aggression eine hohe Bedeutung zu. Sie durchdringt Sozialisationsprozesse, interpersonelle Beziehungen und den Lebensstil der Individuen.
Als Indikator für das Vorhandensein einer Subkultur der Gewalt verwenden Wolfgang und Feracutti die relative Häufung von Tötungsdelikten ohne ausdrückliche Tötungsabsicht (Totschlag), wobei bestimmte soziale Gruppen, Altersklassen und ethnische Gruppen überrepräsentiert sind.
In seiner Interpretation des Theorie-Ansatzes fasst Siegfried Lamnek zusammen:
- Gewalt tritt auch außerhalb von Subkulturen auf, in Subkulturen der Gewalt ist sie jedoch normativ verankert.
- Die normative Struktur der Subkultur erfordert für bestimmte (nicht alle) Situationen die Anwendung von Gewalt.
- Die Anzahl der Situationen, in denen Gewalt normativ gefordert ist, bestimmt die gewalttätige Ausprägung der Subkultur.
- Gewaltanwendung in solchen Subkulturen ist psychologisch determiniert.
- Gewaltanwendung ist erlernt.
- Das gewalttätige Agieren in solchen Subkulturen wird durch Belohnungen wie Schmerz des Opfers oder materielle Beute verstärkt. Soziales Ansehen wird durch Gewaltanwendung erworben.
- Gewaltanwendung erscheint in der Subkultur nicht als unerlaubt. Daher werden auch keine Schuldgefühle erzeugt.

## Schriften (Auswahl)
- Patterns in Criminal Homicide, Philadelphia: University of Pennsylvania, 1958; zweite Auflage Montclair: Patterson Smith, 1975, ISBN 0875852114
- mit Franco Feracutti: The Subculture of Violence: Towards an Integrated Theory in Criminology, London: Tavistock Publications, 1967; zweite Auflage Beverly Hills: Sage Publications, 1982, ISBN 0803918089
- mit Bernard Cohen: Crime and race. Conceptions and misconceptions, New York: Institute of Human Relations Press, 1979
- mit Robert Figlio und Johan Thorsten Sellin: Delinquency in a Birth Cohort, Chicago: University of Chicago Press, 1972, ISBN 0226905535.